# Le Journal de Pauline
 Pour plus de détails, voir Fiche technique et Distribution
Le Journal de Pauline est un film pornographique français réalisé par Fred Coppula, sorti en 2002. Il s'agit d'un pastiche pornographique du Journal de Bridget Jones.

## Synopsis
Paris, 10 millions d’habitants dont plus de la moitié d'hommes. Et Pauline (Estelle Desanges), 24 ans et jolie, qui n'a toujours pas trouvé celui de sa vie... Elle confie son quotidien à son journal dans lequel elle essaye de respecter ses bonnes résolutions : perdre du poids, arrêter de fumer, arrêter le surimi et trouver un homme qui lui corresponde. 
Pauline travaille dans une maison d'édition et ne supporte plus ses collègues. Il y a Mr Michel, plus préoccupé par les contrôles fiscaux que par ce qui se passe dans sa boîte, son fils Greg (Greg Centauro), complètement incompétent, préférant coucher avec tout le personnel féminin, Marie (Nomi), une secrétaire complètement nymphomane, Marc (Ian Scott), qui s'adonne aux même passions que Greg, ainsi que deux stagiaires arrivistes prêtes à tout pour monter en grade. Mais heureusement, il y a Stéphane (Manuel Ferrara), intendant à la réserve, dont elle pense être amoureuse.
Dans la vie privée, Pauline peut compter sur trois amies au caractère bien différents. Il y a Mélanie (Mélanie Coste), une femme superficielle et égoïste, qui critique ses amies sur leur situation amoureuse et vivant avec son compagnon décrit comme parfait, Lise (Clara Morgane), qui se vante d'avoir tous les hommes à ses pieds et Isabelle qui, célibataire endurcie, se lamente elle aussi sur son célibat.
Pauline va tenter diverses expériences mais se rendra compte que ce qu'elle veut, c'est un compagnon. Arrivera-t-elle à sortir avec Stéphane ?

## Fiche technique
- Titre : Le Journal de Pauline
- Réalisation : Fred Coppula
- Producteur : Francis Mischkind
- Société de distribution : Blue One
- Musique :  Darth Maniac
- Genre : pornographique
- Pays :  France
- Durée : 85 minutes
- Date de sortie en vidéo :
  - 29 septembre 2002  (DVD)

## Distribution
- Estelle Desanges : Pauline
- Clara Morgane : Lise
- Mélanie Coste : Mélanie
- Rita Faltoyano : Nathalie, la stagiaire
- Nomi : Marie, la secrétaire
- Adeline Lange : la voisine
- Greg Centauro : Greg Michel, le fils du patron
- Manuel Ferrara : Stéphane
- Ian Scott : Marc
- Pascal Saint James - le client du sex-shop
- Pierre Piot : Le Rupteur
- Reda
- Sharon
- Kevin Long
- Océane
- Francis Mischkind
- Gilles Stuart